# رسم مغول الهند

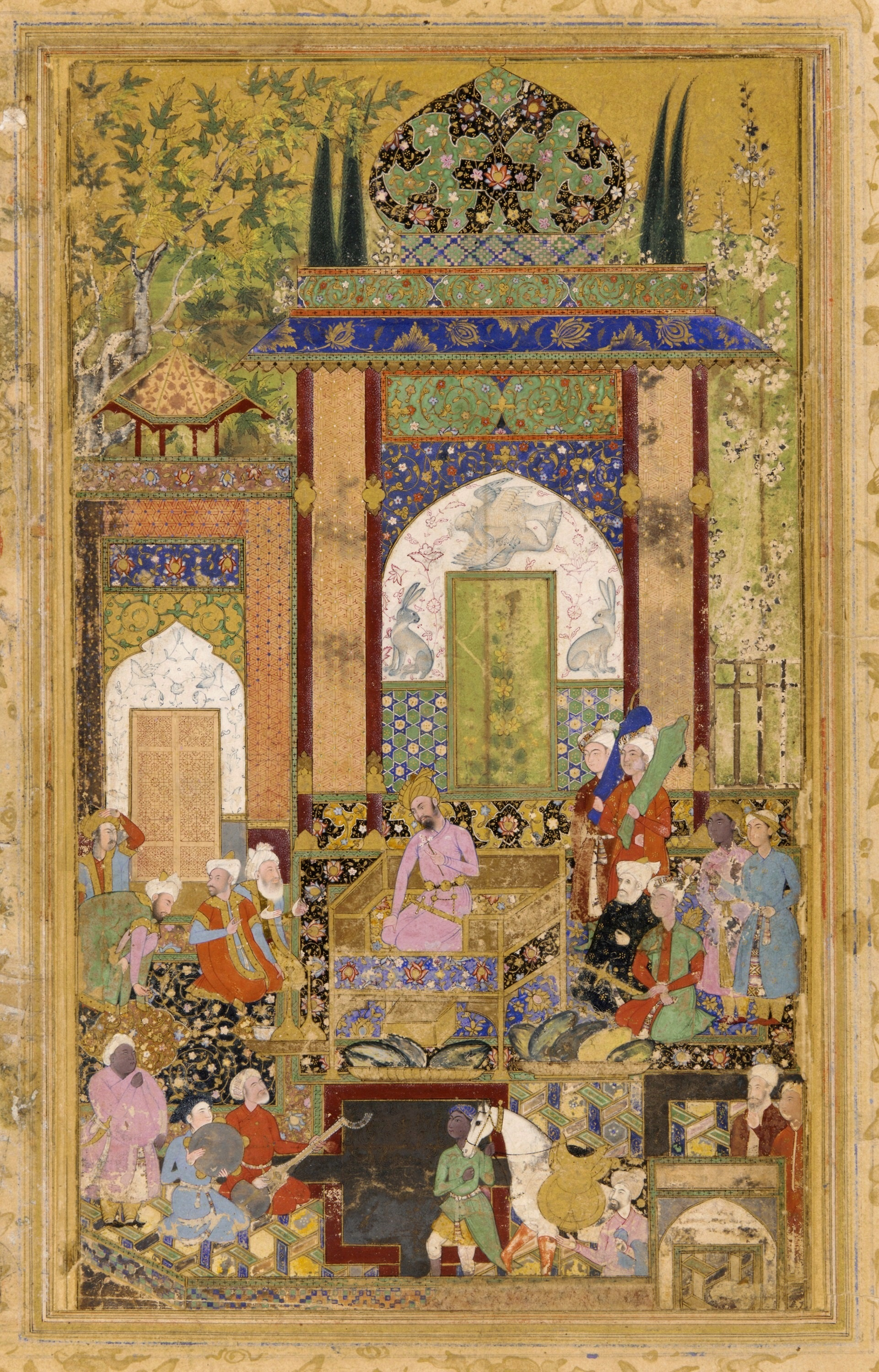
رسم الفنان الفارسي ميرزا فاروق بيك للامبراطور بابور وهو يلتقي بحاشيته عام 1589م.

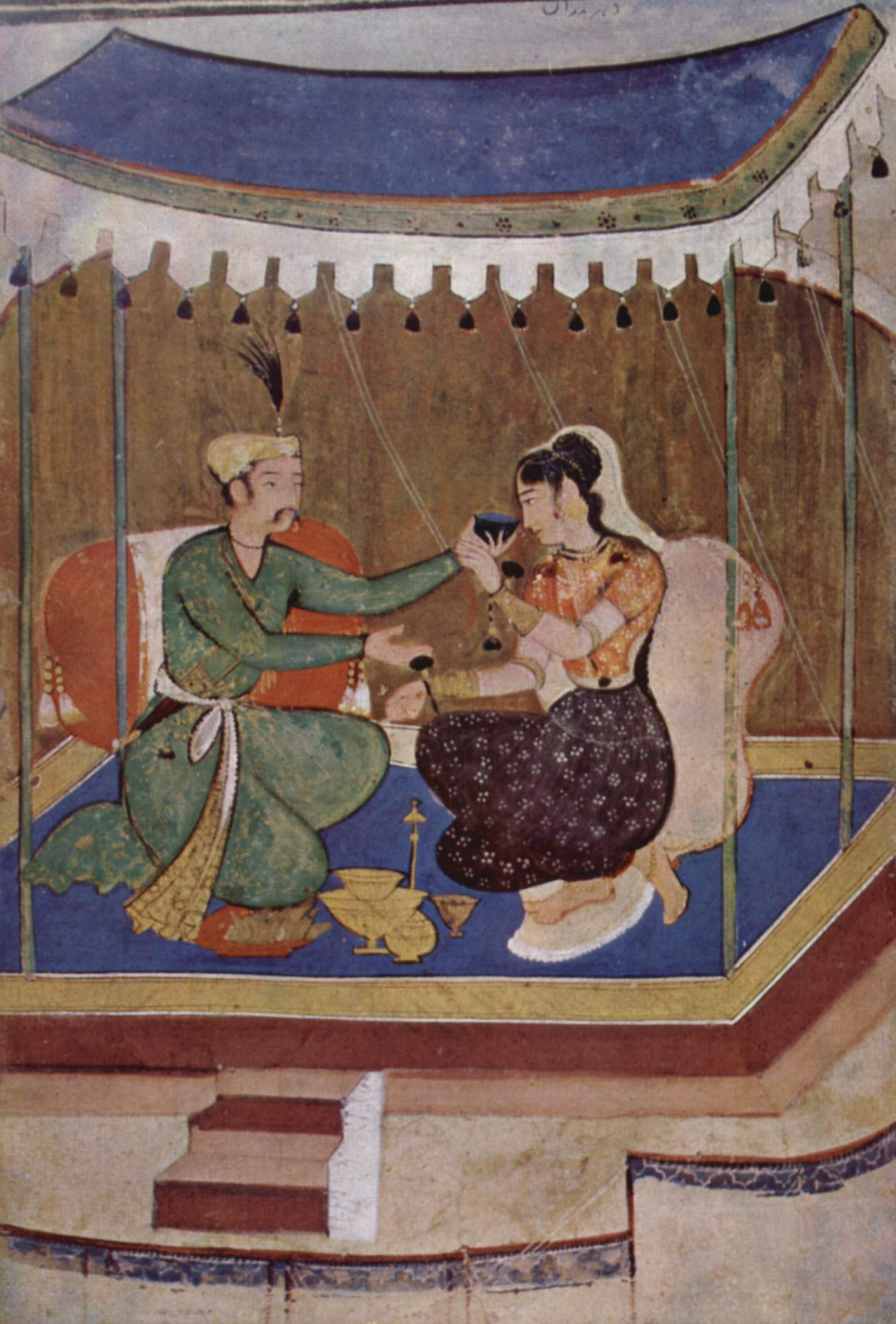
رسم مغول الهند في القرن السابع عشر.

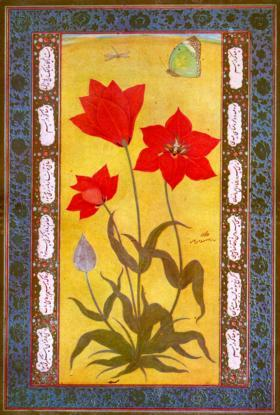
رسمها الفنان المنصور الذي توفي سنة 1624م

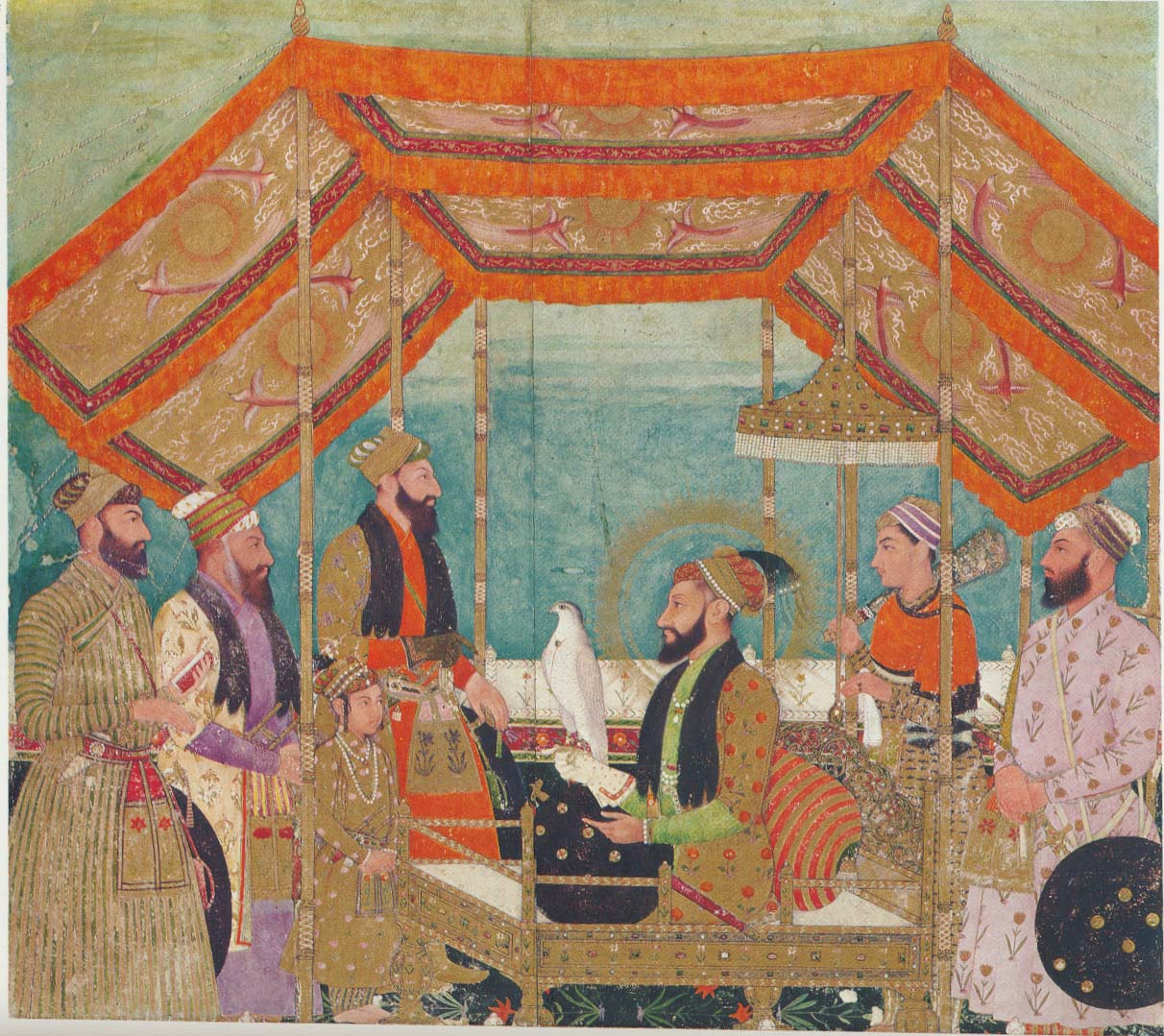
مشهد لدوربارو مع السلطان المتوج الجديد اورنكجزيب في عرشة الذهبي الذي لم يحفز على رسم لوحات مغول الهند الا ان أفضل الاعمال حدث في عهده.

رسم مغول الهند هو أسلوب رسم خاص بجنوب أسيا وعلى العموم فهو مقتصرة على الرسومات الفنية المصغرة سواء كانت كتب رسوم توضيحية أو أعمال فردية لحفظها في ألبوم، وظهرت المنمنمة الفارسية مع تأثير الهندوس الهندي واليانية والبوذية، وأخذت بالاتساع إلى ان وصلت لقصر سلطنة مغول الهند (16-19 دولة) ولاحقا انتشرت لدول هندية أخرى في كل من المسلمين والهندوسيين، المزج بين الأجنبية الفارسي مع الحضارة الهندية المحلية لدعم مستمر من جوانب اخر للثقافة الأجنبية، كما بدأها توكور الأفغاني سابقا في سلطنة دلهي وأدخلها في شبة القارة الهندية بسلالات مختلفة من آسيا الوسطى وتركيا مثل الغزنويون.

## التاريخ
تم تطوير هذا النوع من الفنون بمزج التصاميم الفارسية والهندية معاً، فيما كانت منمنمات المسلمين التراثية تحت سلطنة التوركو الأفغانية في دلهي والذي أطاح بمغول الهند ومحتلين أسيا الوسطى إلى شبة القارة الهندية، رعى مغول الهند الثقافة الأجنبية، وبالرغم من ان أول المخطوطات المتبقية كانت من ماندو ما كان قبلها من المخطوطات ضاع أو ربما نسبت الآن لجنوب بلاد فارس والتي أصبح من الصعب التفريق مؤخرا بين هذه المخطوطات اعتمادا على الشكل فقط وبقى البعض الآخر موضع جدل بين المختصين، وفي وقت غزو مغول الهند تم التخلي عن التراث ذو النظرة العالية كالتراث الفارسي واعتمدوا على الطبيعية للحيوانات والنباتات.
لم تبقى مخطوطات من عهد المؤسس لأسرة الحاكمة بابر، كما ان بابر نامه لم يذكر أي شيء عن امر المخطوطات في مذكراته، وقام أحفاده وبالأخص حفيدة اكبار بعمل منسوخات من هذه الزخارف مع العديد من اللوحات للحيوانات الجديدة التي كثيراََ ما واجهت السلطان بابر عندما غزا مدينة الهند، والتي وصفت المناظر بدقة، ألا انه قام بحفظ بعض هذه المخطوطات المتبقية والتعليق على أسلوب أشهر الفنانين الفرس في الماضي. وبعض المخطوطات القديمة كان عليها طابع ويرجع اصل مغول الهند من سلالة طويلة من تيمور والمشابهة للثقافة الفارسية جدا الذي يفضل ادبه وفنونه ويرجع اصل بابر المؤسس لإمبراطورية مغول الهند في الهند من العائلة التيمورية.
كان الرسم مغول الهند يميل لرسم الطبيعة أكثر واتضح هذا في الرسومات الطبيعية للنبات والحيوانات، وبالرغم من ان العديد من الأعمال الكلاسيكية للأدب الفارسي بقيت مصوره كما الحال في الأعمال الهندية، الا ان المتذوق لكتابات اباطرة مغول الهند ومذكراتهم يقدم بعض النصوص المزخرفة جدا كنوع بادشهناما من التاريخ الرسمي ابتدئه من السلطان بابر، فالمواضيع متنوعة وتشمل على الصور والاحداث والمشاهد الحياتيه خاصةََ.

## تطور رسم مغول الهند

### السلطان أكبر
اثناء عهد أكبر ابن همايون في عام 1556-1606م في بلاط السلطنة ولي أكبر على جزء من مركز السلطة الإدارية لحكم وإدارة إمبراطورية مغول الهند العظمى وبرز كمركز للتميز الثقافي ورث إكبار مكتبة والده ومرسمه الملكي وتوسع فيه، ولى إكبار اهتمامه الشخصي على المخرجات الفنية ودرس الرسم في شبابه على يد عبد الصمد على الرغم من عدم اتضاح مدى تأثير هذه الدراسة عليه.
بين عام 1560 و1566 ظهرت طؤطئ نامه Tutinama «حكايات الببغاء» المكونات الاسلوبية لوحة سلطنة مغول الهند في مرحلتها التكوينية والموجود في متحف كليفلاند للفنون، وبين المخطوطات الأخرى قام المرسم على تزين مخطوطة حمزنام التي تحتوي على 1400 ورقة قماش مطوية في عام 1562 إلى 1577م، وصنعت جولسيتان تحفة السعدي في فاتحبور سيكري عام 1582, لوحة داراب نامه حوالي عام 1585م وتبعتها لوحة كامسا نامزام (المكتبة البريطانية منظمة 12208) عام 1590م، وجامي باهاريستان حوالي عام 1595م في لهور، كما ان اللوحة المشتقة من لوحات مغول الهند انتشرت إلى المحاكم الهندوسية تضمنت أيضا تزين نصوص ملاحم الهندوس منها الرام إيانا والماهابهاراتا مواضيع عن خرفات الحيوانات وصور فردية وغيرها من عشرات المواضيع المختلفة، في هذه الفترة أخذ اسلوب لوحة مغول الهند بصقل نفسه بأشياء واقعية وطبيعية مما جعل هذه الأسلوب في الصدارة.

### السلطان جهانكير
كان للإمبراطور جهانكير ميول فنية واثناء فترة عهده 1605- 1627م ازدهرت لوحات مغول الهند أكثر، وأصبحت فرشاة الرسم ادق والألوان اخف وزنا، وتأثر جدا جهانكير بالرسم الأوروبي، واثناء حكمة كان على تواصل مباشر مع ملك الإنجليز وارسل له هدايا عبارة عن لوحات زيتية والتي كانت رسومات لملك وملكة السلطنة، وأيضا شجع على البحث في مرسمه الملكي عن منظور الرسامين الأوربيين المفضل للنقطة الواحدة بخلاف المنمنمات التقليدية التي استخدمت السطح متعدد الطبقات، وشجع بالتحديد على رسم أحداث حياته الخاصة وصورة كملك ودراسة الطوير والزهور والحيوانات، وانشاء كتب جهنقررنامه في حياته والذي يحمل مواضيع السيرة الذاتية لعهد جهانكير وعدة رسومات، وهناك بعض المواضيع غير الاعتيادية مثل اتحاد قديس مع النمور والقتال بين العناكب.

### السلطان شاه جهان
استمرت لوحات مغول الهند بالازدهار اثناء عهد السلطان شاه جهان في عام 1628-1658م، ولكن مع مرور الوقت اخذت بالتوقف والبرود تدريجينا، وتشمل مواضيع للوحات مغول الهند على ما يلي: مواضيع الحفلات الموسيقية مثل الاحباب والمواقف حميمة أحيانا، مواضيع الحدائق والشرفات مثل اجتماع الزاهدون حول النار وزخر هذا العهد بلوحات مغول الهند.

## رسمات مغول الهند اللاحقة
في عهد اورنكزيب 1658 إلى 1707م لم يشجع على الرسم مغول الهند ولكن لاقى هذا النوع من أنواع الفن من يشجع عليه ويراعاه مما أدى إلى استمراره بالرغم من قلة عددها، وتشير بعض المصادر إلى ان أفضل لوحات مغول الهند كانت في عهد اورنكزيب الذي فكر في اغلاق ورش عمل لوحات مغول الهند وتخطى كل شيء بصفته إمبراطور، وفي عهد السلطان محمد شاه عام 1719-1748م لوحظ ازدهار بسيط وبعدهُ حكم السلطان شاه عالم 1749-1806م فقد هذا النوع مجده، ولكن كانت هناك مدارس أخرى للرسم الهندي اهتمت بهذا الفن في ذلك الوقت وأيضا محاكم الملكية في مملكات رايجبت منها راجب توتانا ولوحة راجي بوت وأيضا في دول أخرى حكمت من شركات بريطانية في شرق الهند وشركة ستايل the Company style المتأثرة بالأسلوب الغربي.

## الرسامين
تولى الرسامان عبد الصمد وسيد علي مسؤولية الرسم الإمبراطوري اثناء المراحل التكونية الأولى للوحة مغول الهند وهما من الأصل الفارسي وصاحبا السلطان همايون للهند، ولكن عدد كبير جدا من الرسامين عملوا في لجنات كبيرة وعلى ما يبدو فان غالبية هؤلاء الرسامين هم هندوسي الأصل وذلك بالنظر للأسماء المسجلة على اللوحات، وفي أواخر القرن السادس عشر وبداية القرن السابع عشر فقد ازدهرت لوحات مغول الهند على يد نخبة من الرسامين كالفنان بسون، ولال، وكليسي داس، ودانس وأنث بحلة من الأعمال الفنية المذهلة.
يعتبر غوفاردهان من أشهر الرسامين اثناء عهد السلطان أكبر والسلطان جهان كير والسلطان شاه جهان، ورسامين لوحة مغول الهند في المدارس شبة السلطنة هم: مشفق وكمال وفضل، وفي النصف الأول من القرن الثامن عشر هاجر العديد من الرسامين المدربين لمغول الهند مرسم السلطنة من اجل العمل في محاكم راجبوت مثل الرسام باونيداس وابنه دالشند، يتطلب عمل لوحة مغول الهند تقسيم الرسامين لثلاث مجموعات أول مجموعة تقرر أسلوب اللوحة والثانية للرسم الفعلي والثالثة تركز على عمل الوجوه لكل فرد في الصورة.

## أسلوب لوحة مغول الهند في الوقت الحاضر
ما تزال لوحات مغول الهند ترسم في الوقت الحاضر من مجموعة فنانين صغيرة في راجستان وبالتحديد في جايبور، وبالرغم من ان هذه المخطوطات نسخت ببراعة من طبق الأصل وأضاف بعض الفنانين أعمال حديثه باستخدام الطرق التقليدية ولكن بتأثير فني رائع.
المهارات المطلوبة لصنع لوحات مغولية حديثه ما تزال تنتقل من جيل إلى الجيل اخر، وبالرغم من توظيف الرسامين المحترفين لعشرات العمال لصنع أعمال فنية تباع بتوقع الفنانين الجُدد، فان اللوحات المنتجة غالبا ما تكون اثرى محاولة لعملها.

## انظر ايضاََ
- منمنمات عثمانية
- منمنمة فارسية